# Densità (terminologia)
In terminologia, la densità di un corpus, o di qualsiasi testo scientifico, è il rapporto fra il numero dei lemmi e il numero di termini.
In un testo di carattere tecnico-scientifico i termini possono appartenere a più parti del discorso: Verbi, Avverbi, Aggettivi, Simboli, Stringhe alfanumeriche, Forme miste, Sostantivi, Formule.
L'analisi della densità terminologica, utilizzata per categorizzare un testo in una determinata tipologia testuale, si svolge normalmente insieme all'analisi della ricchezza terminologica ed è preliminare alla realizzazione di corpora ad hoc per la creazione di banche dati terminologiche.